# شور (گیاه)
شور (نام علمی: Salsola soda) نام یک گونه از سرده علف شور است.